# Limbach (Sarre)
Pour les articles homonymes, voir Limbach.
Limbach est un quartier de Schmelz en Sarre.

## Géographie

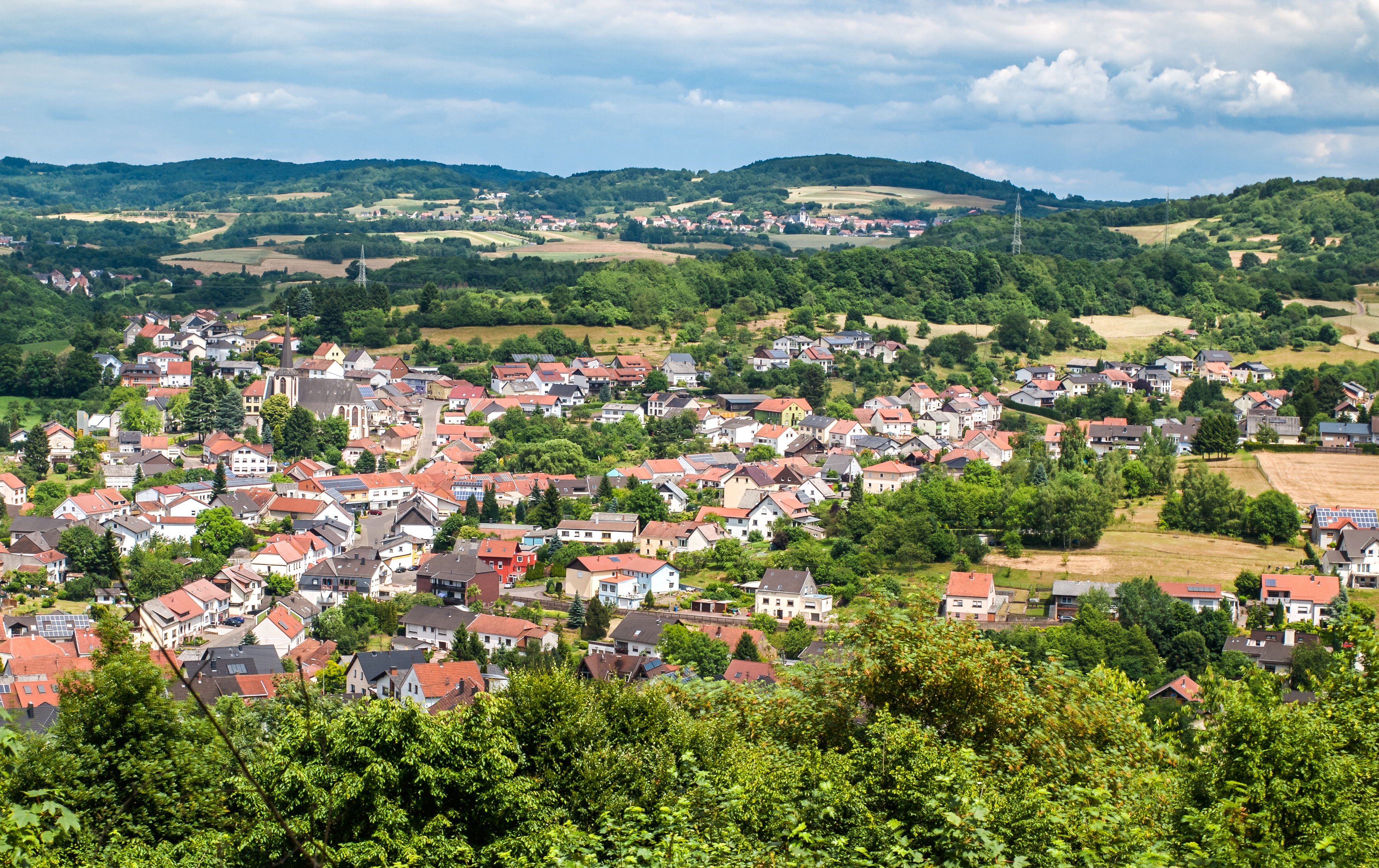

## Histoire
Ancienne commune indépendante avant le 1er janvier 1974. 

## Personnalités liées à cette commune
Joseph de Brauer,  général de division dans l'armée française, est né à Limbach en 1815.

## Lieux et monuments

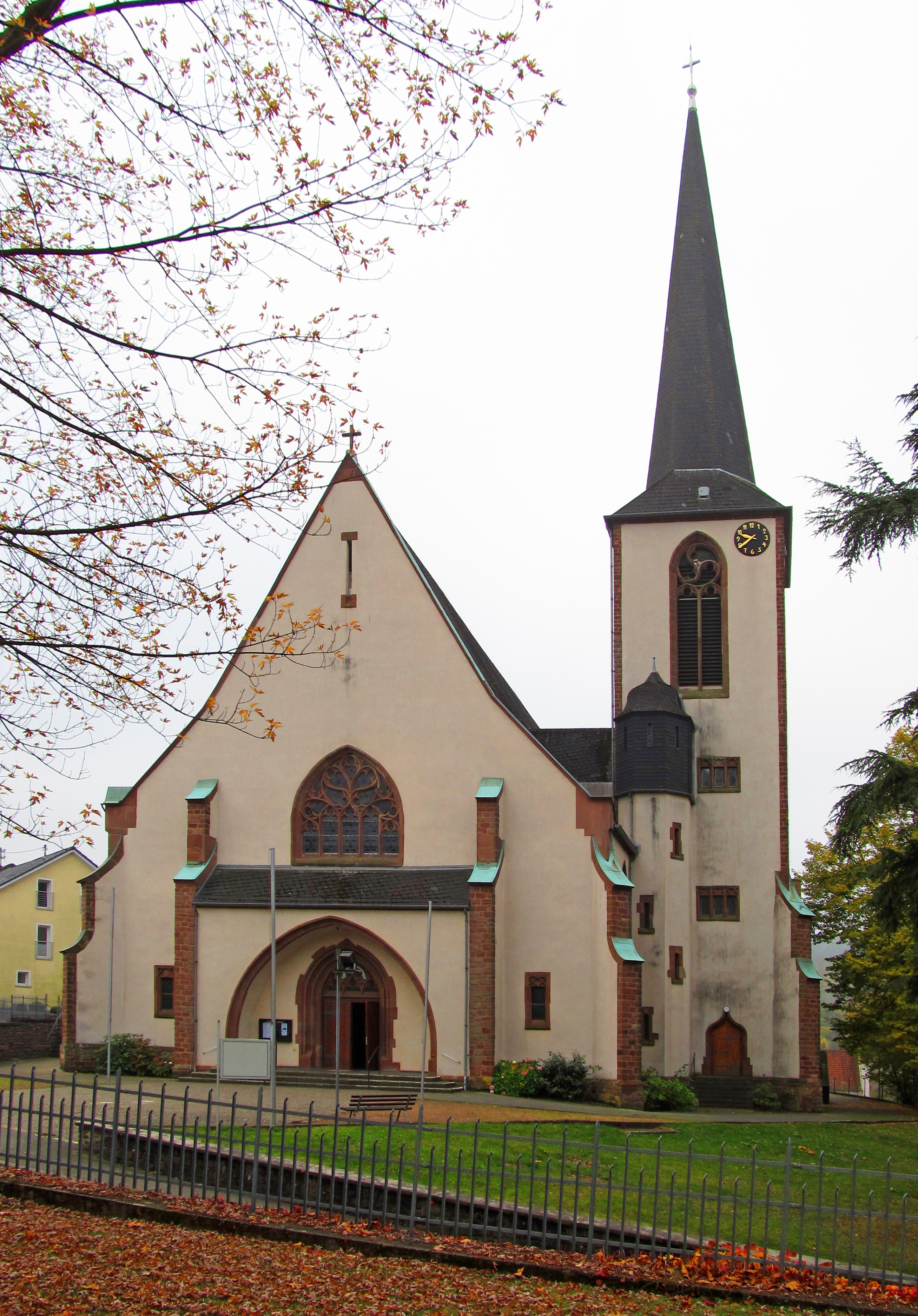
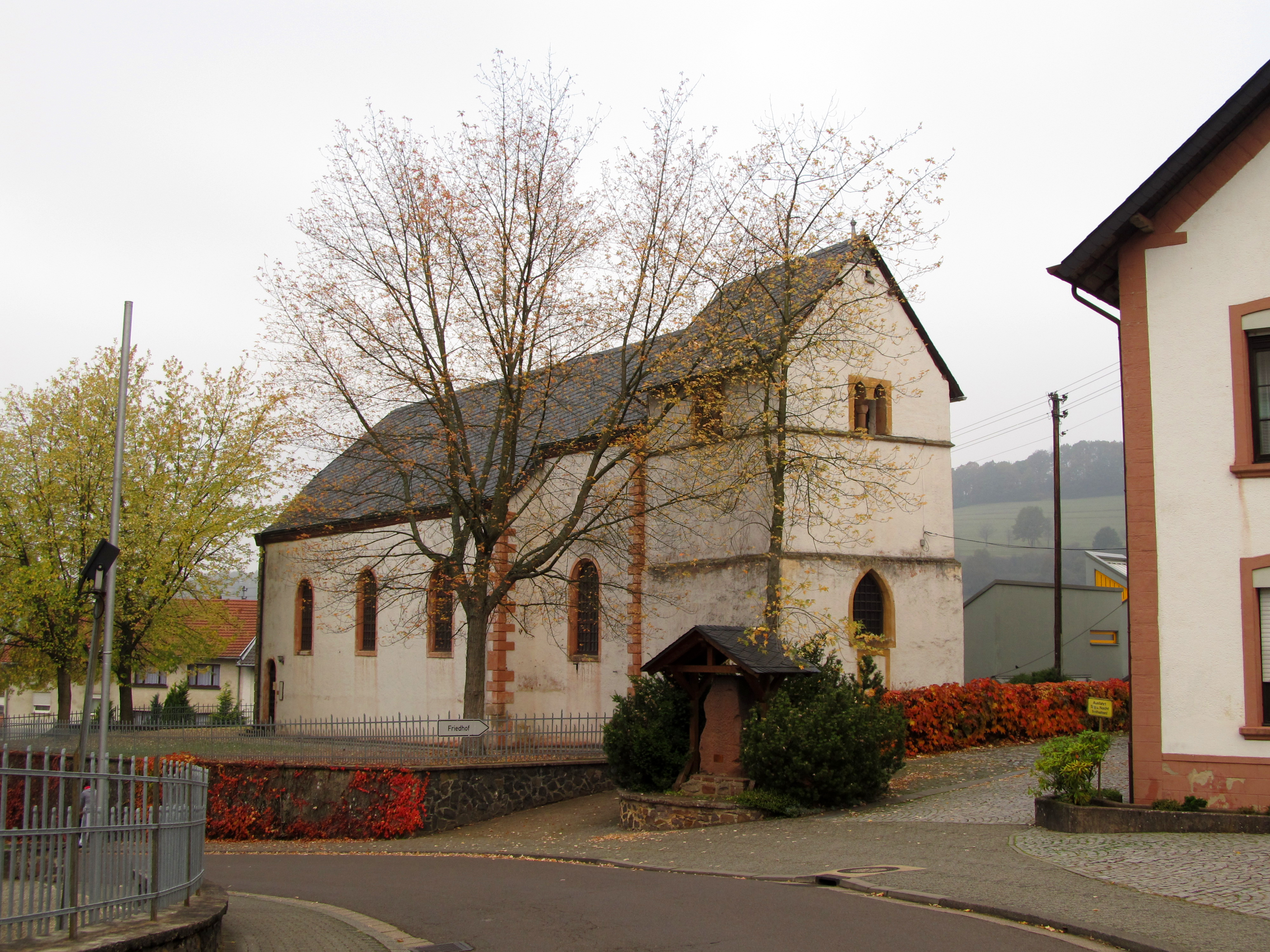

## Démographie
| Année      | 1803 | 1895 | 1951 | 1961 | 1970 | 1977 | 2010 |
| Population | 367  | 1046 | 2081 | 2342 | 2655 | 2997 | 2515 |